# Xã LaGrange, Michigan
Xã LaGrange (tiếng Anh: LaGrange Township) là một xã thuộc quận Cass, tiểu bang Michigan, Hoa Kỳ. Năm 2010, dân số của xã này là 3.500 người.